# 大子买麻藤
大子买麻藤（学名：Gnetum montanum f. megalocarpum）为买麻藤科买麻藤属买麻藤下的一个变型。

## 扩展阅读
- 維基物種上的相關：大子买麻藤